# Лысюк, Александр Михайлович
Александр Михайлович Лысюк (укр. Олександр Михайлович Лисюк; 30 марта 1990, Черновцы) — украинский футболист, полузащитник.

## Игровая карьера
Воспитанник футбольной школы «Буковина» (Черновцы), где и начал профессиональную карьеру в 2009 году, проведя несколько матчей во второй украинской лиге. В 2012—2013 годах выступал за тернопольскою «Ниву», в составе которой провел лишь три матча (2 матча в чемпионате и один кубковый поединок) и в молдавской команде «Нистру» (Отачь), которая в то время выступала в высшей лиге и пыталась сохранить прописку в элите молдавского футбола.
Позже перешёл в родную черновицкую «Буковину», в составе которой провел более 20 матчей. Но по окончании сезона покинул расположение команды и некоторое время находился в статусе свободного агента, пока зимой 2015 не вернулся назад в состав. По завершении сезона по обоюдному согласию сторон прекратил сотрудничество с родным клубом. Всего за этот период он провел 30 матчей в первой лиге Украины и 1 игру в кубке Украины.
В 2016 году выступал за любительский футбольный клуб «Волока» (Волока), а в 2017 за «Колос» (Городенка).

## Достижения
Любительский уровень 
- Чемпион Черновицкой области: 2016.
- Обладатель Кубка Черновицкой области[укр.]: 2016.
- Обладатель Суперкубка Черновицкой области[укр.]: 2016.